# Brachynemurus pulchellus
Brachynemurus pulchellus är en insektsart som beskrevs av Banks 1911. Brachynemurus pulchellus ingår i släktet Brachynemurus och familjen myrlejonsländor. Inga underarter finns listade i Catalogue of Life.